# グアー豆酵素分解物
グアー豆酵素分解物（グアーまめこうそぶんかいせいせいぶつ）は、水溶性の食物繊維。
インド・パキスタンなどで食用にされている一年生マメ科植物クラスタマメ（グアー豆、学名 Cyamopsis tetragonoloba）を原料としており、グアー酵素分解物とも呼ばれている。これの種子を粉末にしたものがグアーガムで、その主成分であるガラクトマンナンを酵素により部分的に加水分解し低分子化したものが、グアー豆酵素分解物である。

## 構造
基本構造はD-マンノースがβ-1,4結合したマンナンを主鎖とし、これにD-ガラクトースが側鎖としてα-1,6結合した難消化性の高分子多糖類である。マンノースとガラクトースの構成比はほぼ2:1であり、平均分子量はグアーガムが20万から30万であるのに対し、グアー豆酵素分解物は約2万である。

## 生理効果
便通改善、下痢改善、耐糖能改善、脂質代謝改善、ミネラル吸収促進、腸内細菌叢改善、短鎖脂肪酸産生能促進などの生理効果が確認されている。

## エネルギー
食物繊維は栄養学上0kcalだとされていたが、平成15年度の改正で、食物繊維の種類によって大腸に到達し、発酵分解をうけて短鎖脂肪酸が産生されるため、これをエネルギーとして換算することになった。発酵分解を受けないものは0kcal、完全に発酵分解を受けるものは2kcalと係数が設定された。グアー豆酵素分解物は大腸に到達して完全に発酵分解を受けるため、エネルギー換算係数は2kcalである。

## 利用
水溶性食物繊維素材として、固形食品だけでなく飲料、ゼリー、流動食、スープ、健康食品など、さまざまな食品に応用されている。